# تأثير إليزا

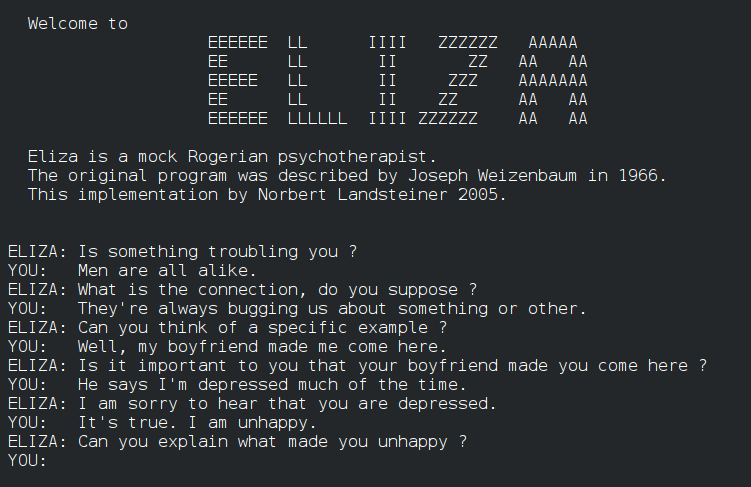
شاشة تشغيل إليزا

تأثير إليزا، في مجال علم الحاسوب هو الافتراض لاوعي من البشر أن سلوكيات الكمبيوتر مماثلة للسلوك الإنساني؛ أي التجسيم.

## ملخص
الشكل الأساسي لتأثير إليزا يشير إلى "استعداد الناس للتفاعل والفهم بشكل أكبر مما هو مبرمج عليه النظام فعلياً. مثال بسيط على ذلك قدمه دوجلاس هوفستاتر، عن ألة الصرف آلي فهي تشكر الزبون في نهاية المعاملة. قد يظن الزبون أن الآلة تعبر بالفعل عن امتنانها؛ ومع أن الجهاز يقوم فقط بطباعة سلسلة من الرموز المبرمجة مسبقاً. 
بشكل عام، يصف تأثير إليزا أي موقف   بناءً على مخرجات النظام فقط، حيث يرى المستخدمون أن أنظمة الكمبيوتر تمتلك "صفات وقدرات جوهرية" لا يمكن للبرنامج الذي يتحكم في (المخرجات) تحقيقها" أو "يفترضوا أن (المخرجات) تعكس سببية أكبر مما هو في الواقع".
في كل أشكال تأثير إليزا الخاصة والعامة منها، يكون يحصل التأثير حتى عندما يكون للمستخدمين دراية مسبقة بطبيعة المخرجات المحددة التي سوف ينتجها النظام. من وجهة نظر نفسية، فإن تأثير إليزا هو نتيجة التنافر المعرفي الدقيق بين وعي المستخدم بحدود البرمجة وبين سلوكه تجاه مخرجات البرنامج.
كان اكتشاف تأثير إليزا تطورًا مهمًا في الذكاء الاصطناعي، حيث أظهر مبدأ استخدام الهندسة الاجتماعية بدلاً من البرمجة الواضحة لاجتياز اختبار تورينج.

## أصل
تم تسمية التأثير على اسم روبوت الدردشة ELIZA في عام 1966، الذي طوره عالم الكمبيوتر في معهد ماساتشوستس للتكنولوجيا جوزيف وايزنباوم. عندما أعدسيناريو DOCTOR، فتم إعادة صياغة ردود المريض على شكل أسئلة:
الإنسان: حسنًا، لقد طلب مني صديقي أن آتي إلى هنا.
إليزا: صديقك طلب منك أن تأتي إلى هنا؟
الإنسان: يقول إنني مكتئب معظم الوقت.
إليزا: يؤسفني سماع أنك مكتئب.
الإنسان: هذا صحيح. أنا غير سعيد.
إليزا: هل تعتقد أن مجيئك إلى هنا سيساعدك على أن تصبح سعيدًا؟ 
على الرغم من أنه تم تصميمه بشكل بحت كآلية لدعم «المحادثة باللغة الطبيعية» مع جهاز الحاسوب،  لكن ردود الفعل العاطفية من المستخدمين كانت مدهشة خاصة مع نص DOCTOR، فأثناء تفاعلهم مع البرنامج، بدأوا في إظهار الفهم والدافع من وراء مخرجات البرنامج. فعلق فايزنباوم لاحقاً، «لم أدرك.. أن التعرض القصير لبرنامج حاسوب بسيط نسبياً يمكن أن يحفز التفكير الوهمي بشكل قوي لدى الأشخاص العاديين تماماً.»  فعلياً، لم يتم تصميم كود إليزا بهدف الحصول على هذا التفاعل في المقام الأول، لكن عند الاستخدام، اكتشف الباحثون أن المستخدمين يفترضون وبدون وعي أن أسئلة إليزا تتضمن اهتماماً وانخراطاً عاطفي حقيقي في الموضوعات التي تمت مناقشتها أثناء المحادثة، حتى مع معرفتهم المسبقة أن إليزا لا تحاكي المشاعر.

## أهمية العمل الآلي
استطاعت إليزا إقناع بعض المستخدمين في أن الآلة كانت بشرية حقيقية. وكان لهذا التفاعل بين الإنسان والآلة دور في تقدم التقنيات التي تحاكي السلوك البشري. ميز وليام ميسل بين مجموعتين من روبوتات المحادثة بوصفهما "مساعدين شخصيين عامين" و "مساعدين رقميين متخصصين". وتم دمج المساعدين الرقميين العامين في الأجهزة الشخصية، مع توفر ميزات مثل إرسال الرسائل وتدوين الملاحظات والتحقق من التقويمات وتحديد المواعيد. أما المساعدون الرقميون المتخصصون فهم مخصصون للعمل في مجالات محددة أو للمساعدة في إنجاز مهام محددة".  فبالتالي، تم زيادة الإنتاجية من خلال برمجة المساعدين الرقميين على سلوكيات مماثلة للبشر.
اعتبر جوزيف وايزنباوم أنه لا يمكن اختزال كل جزء من الفكر الإنساني إلى شكليات منطقية، أي أن هناك بعض العمليات الفكرية فقط يمارسها الإنسان". كما لاحظ وايزنباوم أن المستخدمين يطورون علاقة عاطفية مع الآلات (الحاسوب والروبوتات..) إذا تفاعلوا معها كبشر. فعندما يتم تجسيم روبوتات المحادثة، فإننا نميل إلى تصور وجود ميزات جنسانية فيها، كطريقة تمكننا من إقامة علاقات مع التكنولوجيا. "يتم استخدام القوالب النمطية للجنسين لإدارة علاقتنا مع روبوتات المحادثة" عندما يتم برمجة السلوك البشري في هذه الأجهزة.
كما أن العمل المؤنث أو عمل المرأة المؤتمت بواسطة مساعدين رقميين مجسمين يعزز من الصورة النمطية بأن المرأة تمتلك ميلاً طبيعياً للعمل الخدمي والعاطفي. من خلال تحديد قربنا من المساعدين الرقميين عم طريق السمات البشرية المبرمجة عليها، تصبح روبوتات المحادثة من وجة نظر الإنسان كيانات جنسانية.

### قراءة معمقة
- هوفستاتر، دوغلاس. مقدمة 4: تأثير إليزا الذي لا يمكن القضاء عليه ومخاطره. (من مفاهيم السوائل والتشابهات الإبداعية: نماذج الكمبيوتر للآليات الأساسية للفكر ، الكتب الأساسية: نيويورك، 1995)
- Turkle، S. Eliza Effect: الميل لقبول استجابات الكمبيوتر باعتبارها أكثر ذكاء مما هي عليه بالفعل (من Life on the screen- Identity in the Age of the Internet ، Phoenix Paperback: London ، 1997)
- تأثير ELIZA ، من ملف المصطلحات اللغوية، الإصدار 4.4.7. تم الوصول إليه في 8 أكتوبر 2006.